# Stanići
Stanići (do roku 1910 Ptice, poté do roku 1948 Tice) je vesnice, přímořské letovisko a turisty často vyhledávaná lokalita v Chorvatsku v Splitsko-dalmatské župě, spadající pod opčinu města Omiš. Nachází se asi 3 km jihovýchodně od Omiše. V roce 2001 zde žilo 534 obyvatel.
Stanići se nachází pod pohořím Omiška Dinara. Sousedí s letovisky Nemira (součást Omiše) a Čelina. Také jím prochází silnice D8.